# ليز جورمان
ليز جورمان (بالإنجليزية: Liz Gorman)‏ هي عارضة أمريكية، ولدت في 30 مارس 1987 في سيراكيوز في الولايات المتحدة.